# Carmi, Illinois
Carmi là một thành phố thuộc quận White, tiểu bang Illinois, Hoa Kỳ. Năm 2010, dân số của thành phố này là 5240 người.

## Dân số
Dân số qua các năm:
- Năm 2000: 5422 người.
- Năm 2010: 5240 người.